# 모심기놀이
모심기놀이는 세시풍속의 민속놀이의 하나이다. 음력 정월 보름날 해서(海西) 지방에서는 아침부터 농촌부락의 젊은이들이 넓은 광장에 모여 산(山)편과 개(浦)편으로 나눠 윷놀이를 한 뒤 이긴 편이 그 해 농사가 잘 된다 하여, 넓은 광장에 늘어서서 모심을 때와 같이 '모심는 놀음'을 한다. 이때 그 전날 산신(山神)으로 선출된 남자는 암소를 거꾸로 타고 몸에는 도포(道袍)를 걸치고 머리에는 유관(儒冠)을 쓰고서 산쪽에서 내려온다. 그러면 젊은이들이 이를 맞이하여 잠시 노래와 춤을 추고 나서, 모심을 때와 똑같은 차림으로 종이와 짚 같은 것으로 잘 익은 벼 이삭 모양을 만들어, 제각기 손에 그것을 들고 악기에 맞추어 농가(農歌)를 부르면서 이것을 심는 시늉을 한다. 그 동안에 산신이 된 남자는 암소 등에 거꾸로 탄 채 놀이터 가운데를 어슬렁어슬렁 돌아다니며 농민들로부터 존경을 다한 인사를 받기도 한다. 그런데 이 날만은 누구에게도 존경을 받게 되어 있으며, 비록 그 마을의 연장자나 노인들일지라도 그에 대하여 하대(下待)하는 말을 사용할 수는 없다. 반면에 그는 누구에게라도 허리를 굽실거리지 않으며, 하루 종일 말도 잘 하지 않고, 소 등에 타고 놀이터를 왔다 갔다 하면서 돌아다닌다. 모심기가 끝나면 다시 악기를 쳐 울리면서 춤을 추며, 제마음대로 실컷 논다. 이때 마을 사람들은 남녀노소 할 것 없이 넓은 마당에 모여들어 이 놀이를 구경하면서 하루를 즐긴다.

## 같이 보기
- 한국의 민속놀이